# Horst Dequin
Horst Friedrich Ernst Dequin (* 9. April 1927 in Neeberg, Ortsteil von Krummin; † 17. Juli 2008 in Stendal) war ein deutscher Tropenlandwirt. Er gehörte zu den ersten Entwicklungshelfern und hat seinen Einsatz sowohl in fachlichen Veröffentlichungen als auch unter allgemeinen Gesichtspunkten beschrieben und beurteilt.

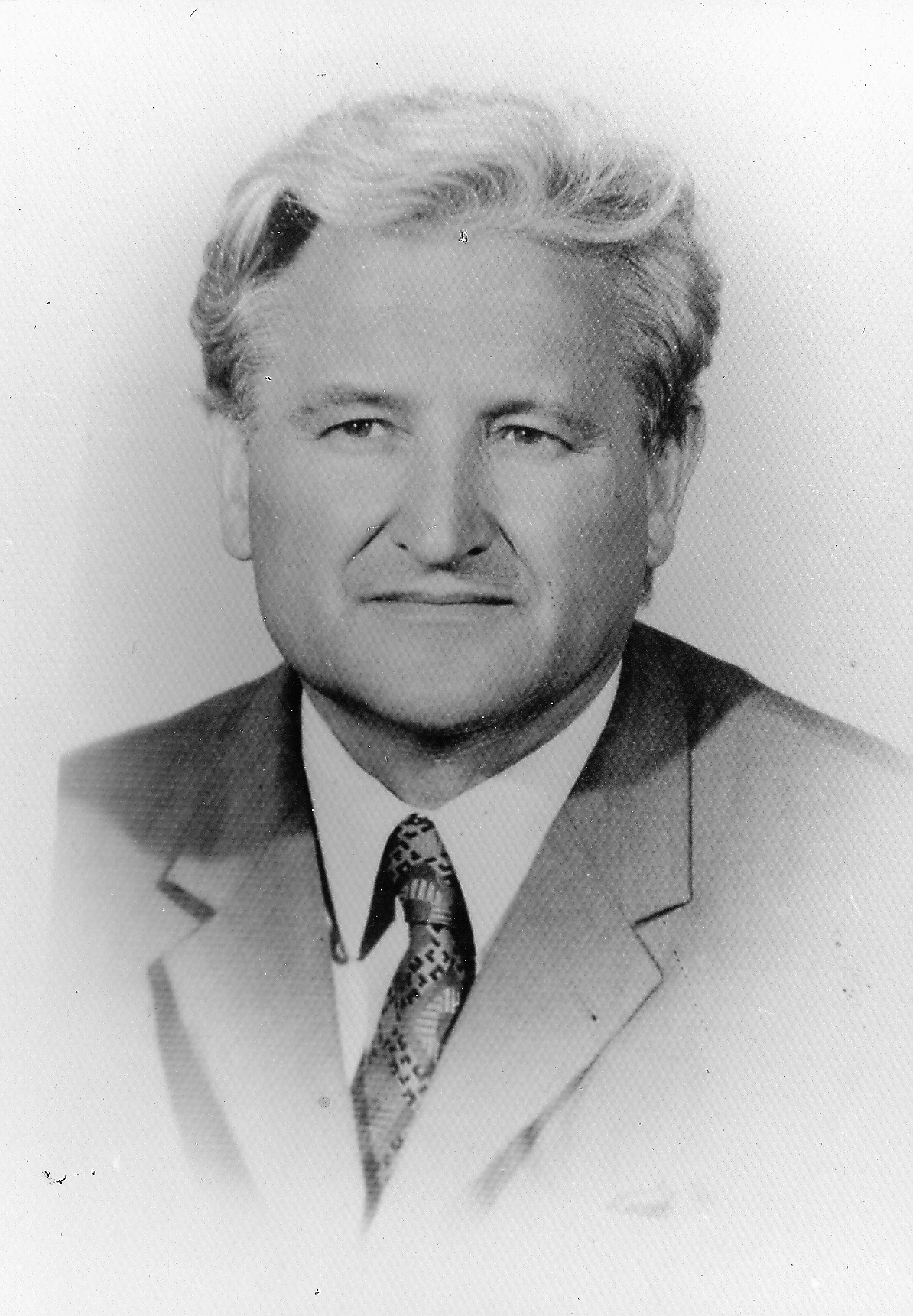
Horst Dequin, Rom 1975

## Leben
Dequin wurde als ältester Sohn des Gärtners und Landwirts Alfred Dequin und dessen Ehefrau Käthe geb. Lüder in Neeberg auf der Insel Usedom geboren. Von 1952 bis 1955 absolvierte er ein Studium der Landwirtschaft an der Technischen Universität Berlin, das er mit Diplom abschloss. 1963 erhielt er seine Promotion am Institut für Ausländische Landwirtschaft der TU Berlin.
Er nahm als junger Soldat am letzten Kriegsjahr des Zweiten Weltkriegs teil und absolvierte, nachdem er seine Heimat aufgrund von Verfolgungen verlassen musste, eine Gartenbaulehre in Hamburg und arbeitete anschließend als Gehilfe im Jungpflanzen- und Saatbaubetrieb Robert Mayer in Bamberg. Sein frühes Interesse an der Hydroponik brachte ihn 1948 an die Hamburgische Electricitäts-Werke, für die er mit Fritz Morlang aus Hamburg-Duvenstedt auf der Kraftwerksinsel Tiefstack eine Versuchsgärtnerei für Hydrokultur und Abwärmeverwertung anlegte. Anschließend begann er im Herbst 1949 in Weihenstephan ein Gartenbaustudium, in dem er sich weiter in dieses neue Kulturverfahren vertiefte. Um sein weiteres Studium finanzieren zu können, unterbrach er 1951 sein Studium, um beim Versuchs- und Beratungsring e. V. in Hamburg zu arbeiten. 1952 setzte er das Studium an der Technischen Universität Berlin fort, das er 1955 mit dem Diplom abschloss. 1963 wurde er zum Thema Agrarhilfe am Institut für Ausländische Landwirtschaft der TU Berlin promoviert.
Von Oktober 1955 bis Ende Oktober 1959 baute Dequin im Auftrag des ehemaligen Finanzministers Scheich Abdullah ibn Suleiman al-Hamdan einen landwirtschaftlichen Versuchsbetrieb bei Dschedda in Saudi-Arabien auf. Daneben betrieb er Feldforschungen in der Umgebung von Unaizah und Wādī ar Rumah (21. Juni 1956 bis 23. Juli 1956), besuchte das königliche Al-Kharj Agricultural Project (23. Juli bis 25. Juli 1956) und begleitete Abdullah Suleiman nach Abha und Jizan (7. Januar bis 22. Januar 1957).
Ende 1959 bereist er den Sudan, Äthiopien, Kenia, Tansania, Rhodesien, Kongo und Namibia.
Nach seiner Rückkehr nach Westdeutschland trat er in den Dienst des Bundesministeriums für Landwirtschaft und Forsten (BML). Im Auftrag des Ministeriums reiste er, begleitet von Dr. Friedrich Vinck und Dr. Wolfgang Joppich, vom 6. Juni bis 16. September 1960 auf den Spuren von Carsten Niebuhr durch das Königreich Jemen. Die Erkundungsreise führt zur Errichtung einer landwirtschaftlichen Beratungsstation in Taiz, deren Leitung Dequin auf der Basis eines Rahmenvertrages deutsch-jemenitischer Zusammenarbeit als Projektleiter der westdeutschen Agrarhilfe von April 1961 bis zu seiner Ausweisung am 17. März 1965, dem Tag, an dem die Bundesrepublik Deutschland den Staat Israel offiziell diplomatisch anerkannte, übernahm.
Nach einer Zwischenstation in Malawi leitete er von 1968 bis Ende 1970 ein Produktionsmittelprojekt und ein Projekt der ländlichen Regionalentwicklung für die GAWI (heute GTZ) in Indonesien. Danach war er bis 1987 als Experte im Weltbankprogramm der Ernährungs- und Landwirtschaftsorganisation der Vereinten Nationen (FAO) in Rom tätig.
1990 erhielt Horst Dequin den Bickel-Preis des Verbandes Weihenstephaner Ingenieure e.V. im Fach Gartenbau.
1954 heiratete Dequin Gertrud Lehmann, mit der er drei Kinder bekam.

## Schriften
- Experimental Farm for Agriculture in Arid Areas, Itzehoe 1958
- Die Landwirtschaft Saudisch-Arabiens und ihre Entwicklungsmöglichkeiten, in: Zeitschrift für Ausländische Landwirtschaft, Sonderheft Nr. 1, Herausgeber: Otto Schiller und Hans Wilbrandt in Verbindung mit der DLG, Frankfurt 1963 (Dissertation Technische Universität Berlin)
- Jemen und die landwirtschaftliche Entwicklungshilfe der Bundesrepublik Deutschland, in: Zeitschrift für Ausländische Landwirtschaft, DLG-Verlag, Frankfurt 1963
- Yemen, Report on the present agricultural situation and suggestions for further development, mimeog. Dauenhof/Hamburg 1965
- Eine Wasserkultstätte am Staudamm von Marib in Jemen, in: Orient, Band Nr. 5, S. 164, Hamburg 1968
- Agricultural Development in Malawi, München 1969
- Faisal Settlement Project Haradh, final agricultural report and agricultural development programme, 2 vols. WAKUTI (mimeographed) Zug 1971
- Prüfung von möglichen Anschlußmaßnahmen im Zusammenhang mit der Förderung der Oase al Hasa, Saudisch Arabien, (mimeog.) GAWI, Frankfurt 1972
- Masterplan of the Awash Valley Regional Development (mimeog.), Addis Abeba 1972
- "Saudi Arabia" and "Yemen", Land Use Map and Monography, in: World Atlas of Agriculture, De Agostini, Novara 1973
- A Basis of Operation for the Nomads of the Desert, in: Orient, Band Nr. 3, Hamburg 1973
- Bewässerung in der ländlichen Regionalentwicklung, terminale Wasserkontrolle und die Verbesserung der Anlagen auf dem Felde der Bauern – ein neuer Projekttyp, in: Entwicklung und Ländlicher Raum, S. 11/13 Nr. 6, Bonn 1974
- Land Resources in Indonesia, in: Geoforum, Wolfsburg 1976
- The Challenge of Saudi Arabia, Singapur/Goetze, Hamburg 1976
- Arabische Republik Jemen, Riyadh/Goetze, Hamburg 1976
- Indonesien – zehn Jahre danach, Agrarwirtschaft und Industrie in der Regionalentwicklung einer tropischen Inselwelt, King Abdulaziz Research Center, Riyadh/Goetze, Hamburg 1978
- Gibt es noch Landreserven, die durch Siedlungsmaßnahmen erschlossen werden können?, in: Agrarreform in der Dritten Welt, Herausgeber Elsenhans, 1979
- Meerwasserentsalzung und Hydroponik (water recycling) als Voraussetzung der Kultivierung von Wüsten, in: Maßnahmen der internationalen technisch-wirtschaftlichen Zusammenarbeit, Herausgeber H. Havemann und R. Koehler, VDI-Verlag, Düsseldorf 1980
- mit Ko-Autor W. R. Blaschnek: Malawi – Ten Years of Progress and Development (3. Auflage der 1969er IFO-Studie von Horst Dequin), Riyad 1981
- Meine Jahre in Arabien 1955-1988, Westerhorn 1988
- Herkunft und Werdegang von Hermann Balk, dem ersten Landmeister des Deutschen Ordens in Preußen, Westerhorn 1995
- Hermann Balk, der erste Preuße, Westerhorn 1995
- Otakar, Gegenspieler und Getreuer Karls des Großen, Westerhorn 1996
- Das vesegotisch-burgundische Königshaus der Nibelunge und die Ynglingasaga, in: Studi Medievali, 3a serie, anno XXXVIII, Fasc. I, S. 67–87, Spoleto, Giugno 1997
- Das Lehen der Herren von Dequede zu Badingen und Deetz in der Altmark vom ausgehenden Mittelalter bis zum Ende des Lehnswesens, in: Familienforschung in Mitteldeutschland, 43 (2002), Heft 3, S. 299–321, Berlin Juli–September 2002
- Deque und Dequede in Pommern und in der Uckermark, in: Archiv Ostdeutscher Familienforscher (AOFF), Band XV/13 (2003), S. 385–403; Hrsg.: Arbeitsgemeinschaft ostdeutscher Familienforscher e.V., Herne April 2003
- Lehmann aus dem Amt Brakupönen in Ostpreußen mit Stammreihen weiterer ostpreußischer Geschlechter, in: Archiv Ostdeutscher Familienforscher (AOFF) Band XVI/13–15 (2006), S. 389–484. Hrsg.: Arbeitsgemeinschaft ostdeutscher Familienforscher e.V., Herne Juli–September 2006
- Dequin aus Körlin in Hinterpommern. In: Archiv Ostdeutscher Familienforscher (AOFF), Band XVII/8–9 (2008), S. 225–285. Hrsg.: Arbeitsgemeinschaft ostdeutscher Familienforscher e.V., Herne August 2008
- Quellen zur Geschichte der Herren von Dequede auf Badingen und Deetz in der Altmark, Badingen 2008

## Belege
1. ↑  vgl. Vorwort, H. Dequin, „Meine Jahre in Arabien 1955-1988“, Westerhorn 1988
2. ↑  vgl. Fritz Morlang, Blumengroßmarkt 113, Hamburg
3. ↑  vgl. auch https://www.fisaonline.de/index.php?lang=dt&act=institutions&i_id=882
4. ↑  vgl. zum Institut für Ausländische Landwirtschaft, https://archiv.pressestelle.tu-berlin.de/tui/96mai/agrar.htm
5. ↑  vgl. S. 3 und 4, H. Dequin, „Meine Jahre in Arabien 1955-1988“, Westerhorn 1988
6. ↑  vgl. S. 39 ff. H. Dequin, „Meine Jahre in Arabien 1955-1988“, Westerhorn 1988
7. ↑  vgl. S. 53, H. Dequin, „Meine Jahre in Arabien 1955-1988“, Westerhorn 1988
8. ↑  vgl. S. 71 ff. H. Dequin, „Meine Jahre in Arabien 1955-1988“, Westerhorn 1988
9. ↑  vgl. S. 121 ff. H. Dequin, „Meine Jahre in Arabien 1955-1988“, Westerhorn 1988
10. ↑  vgl. S. 145 ff. H. Dequin, „Meine Jahre in Arabien 1955-1988“, Westerhorn 1988
11. ↑  vgl. S. 217 ff. H. Dequin, „Meine Jahre in Arabien 1955-1988“, Westerhorn 1988
12. ↑  vgl. „Malawi – Ten Years of Progress and Development“, H. Dequin und W. Blaschnek, IFO-Studie, 1969
13. ↑  vgl. S. 267, H. Dequin, „Meine Jahre in Arabien 1955-1988“, Westerhorn 1988

| Personendaten    | Personendaten                                |
| ---------------- | -------------------------------------------- |
| NAME             | Dequin, Horst                                |
| ALTERNATIVNAMEN  | Dequin, Horst F. E.; Dikīn, Hūrst            |
| KURZBESCHREIBUNG | deutscher Agrarökonom und Entwicklungshelfer |
| GEBURTSDATUM     | 9. April 1927                                |
| GEBURTSORT       | Neeberg                                      |
| STERBEDATUM      | 17. Juli 2008                                |
| STERBEORT        | Stendal                                      |